# Ilha Macquarie
A ilha Macquarie é uma ilha localizada no sudoeste do oceano Pacífico, a meio caminho entre a Nova Zelândia e a Antártida. Regionalmente parte da Oceania e politicamente parte da Tasmânia, Austrália, desde 1900. A ilha fica a 1500 km a sudeste da Tasmânia e tem 34 km de comprimento máximo e 5 km de largura máxima, com uma área de 128 km².
Macquarie tornou-se uma Reserva Estadual da Tasmânia em 1978 e foi declarada Patrimônio Mundial pela UNESCO em 1997.
A ilha é a parte exposta de uma cumeada da cordilheira Macquarie, elevada até à posição atual devido a movimentos das placas tectónicas Indo-Australiana e do Pacífico. É um local de importante significado ambiental, sendo o único local no oceano Pacífico onde rochas do manto terrestre, normalmente 6 km abaixo do nível do oceano, se encontram expostas. Esta exposição mostra excelentes exemplos de pilares de basalto e outras rochas extrusivas.

## História
A ilha foi descoberta por acaso em 11 de julho de 1810 pelo australiano Frederick Hasselborough, que procurava novas terras para a caça às focas. Proclamou a soberania britânica sobre a ilha e anexou-a como colónia da Nova Gales do Sul. A ilha foi nomeada em homenagem ao então governador da Nova Gales do Sul, o Coronel Lachlan Macquarie. Hasselborough afirmou ter descoberto vestígios de cultura antiga na ilha, pelo que há muito que se sugere que povos polinésios a visitaram antes de ser descoberta pelos europeus.
O navegador Fabian Gottlieb von Bellingshausen, que explorou a região em nome de Alexandre I da Rússia, forneceu o primeiro mapa da ilha. Bellingshausen chegou à ilha em 28 de novembro de 1820 e estabeleceu a sua posição geográfica. Entre 1810 e 1919, pinguins e focas na ilha foram caçados com grande violência e quase até à extinção. A ideia de estabelecer uma prisão na ilha foi rejeitada devido às duras condições de vida na ilha e à perigosidade da navegação nas águas circundantes.
Em 1890, a Nova Gales do Sul cedeu a ilha à Tasmânia, que a confiou a Joseph Hatch. Este último usou a ilha entre 1902 e 1920 para explorar pinguins.
Entre 1911 e 1914, a ilha tornou-se uma base de exploração da Antártida pela Austrália liderada por Sir Douglas Mawson. George Ainsworth dirigiu uma estação meteorológica na ilha entre 1911 e 1913, seguida por Harold Power entre 1913 e 1914 e Arthur Tulloch entre 1914 e o seu encerramento em 1915. Em 1933, as autoridades fizeram da ilha um santuário da vida selvagem baseado na Lei de Proteção de Animais e Aves da Tasmânia de 1928. Em 1972, foi estabelecida como uma reserva estatal.
Desde 1948 que a Divisão Antártica Australiana (AAD) mantém na ilha uma base permanente, a Estação da Ilha Macquarie, responsável por pesquisas meteorológicas e retransmissores com bases antárticas, bem como investigação científica. Fica no istmo no extremo norte da ilha, no sopé da Wireless Hill e é servida por um heliporto. Os únicos humanos na ilha são cientistas que passam alguma temporada na estação de investigação científica, entre 20 a 40 pessoas por ano.

## Fauna

### Fauna terrestre
Em 1870, coelhos e gatos foram introduzidos na ilha por marinheiros. Tendo-se tornado invasivos e causando grandes danos à flora e fauna locais, conduzem ao desaparecimento de espécies, a uma mudança na paisagem e a um aumento da erosão (em resultado do desaparecimento da vegetação que protegia os solos do vento e da chuva). Em 1970, foi lançado um programa para erradicar os coelhos usando o vírus da mixomatose. De 1980 a 2000, os gatos, que eram predadores de jovens coelhos, viraram-se então para outras presas: as aves marinhas. Desta vez, está a ser criado um novo programa de erradicação para regular a população felina. Na década de 2000, aproveitando-se do desaparecimento de gatos, a população de coelhos que sobreviveu à mixomatose voltou a explodir, ameaçando a vegetação da ilha. Reduzida graças à mixomatose a cerca de 10000 coelhos na década de 1980, a sua população regressou a 100000 desde 2007.
Os ratos também são espécies invasoras. O governo federal australiano e o governo da Tasmânia lançaram, como em outras ilhas do Pacífico, um plano de erradicação que já custou mais de 24 milhões de dólares australianos.
Os cientistas criticam agora o plano de erradicar os gatos ferais uma vez que acabou por encorajar a explosão da população de coelhos que devastam a vegetação, ela própria essencial para a sobrevivência das aves. Os danos ambientais estão estimados em 24 milhões de dólares australianos. Um programa "Aliens in Antarctica" enquadra novos trabalhos de restauro da ilha.
Em fevereiro de 2012, o jornal The Australian' noticiou que coelhos, ratos e ratazanas tinham sido quase erradicados da ilha.
Em abril de 2012, as equipas de caça tinham localizado e exterminado 13 coelhos ainda sobreviventes desde o lançamento de isco em 2011. Os últimos cinco coelhos encontrados foram em novembro de 2011, incluindo uma coelha lactante e quatro laparotos. Até julho de 2013 não foram encontrados sinais frescos de presença de coelhos. Em 8 de abril de 2014, a Ilha Macquarie foi oficialmente declarada livre de pragas após sete anos de esforços de conservação. Este feito é o maior programa de erradicação de pragas insulares de sucesso alguma vez tentado.

### Fauna marítima
Os principais mamíferos marinhos são lobos-marinhos-subantárticos, lobos-marinhos-da-nova-zelândia, lobos-marinhos-antárticos, por vezes espécies de reprodução cruzada, e elefantes-marinhos. Há grupos de orcas que caçam nas águas da ilha.
A fauna aviária é constituída por 55 espécies de aves marinhas e 80 espécies de aves terrestres, grande parte das quais endémicas e ameaçadas (30 espécies constam da Lista Vermelha da IUCN). A maioria das espécies nidificantes são pinguins (pinguins-gentoo, pinguins-reis e Pinguins-reais), cuja ilha é o único local de nidificação conhecido, petréis, moleiros e albatrozes. No entanto, a lista de aves na ilha também inclui aves acidentais, incluindo aves migratórias da Nova Zelândia e Austrália.
Os navios baleeiros não se podem aproximar a menos de 20 km das costas da ilha.

## Galeria

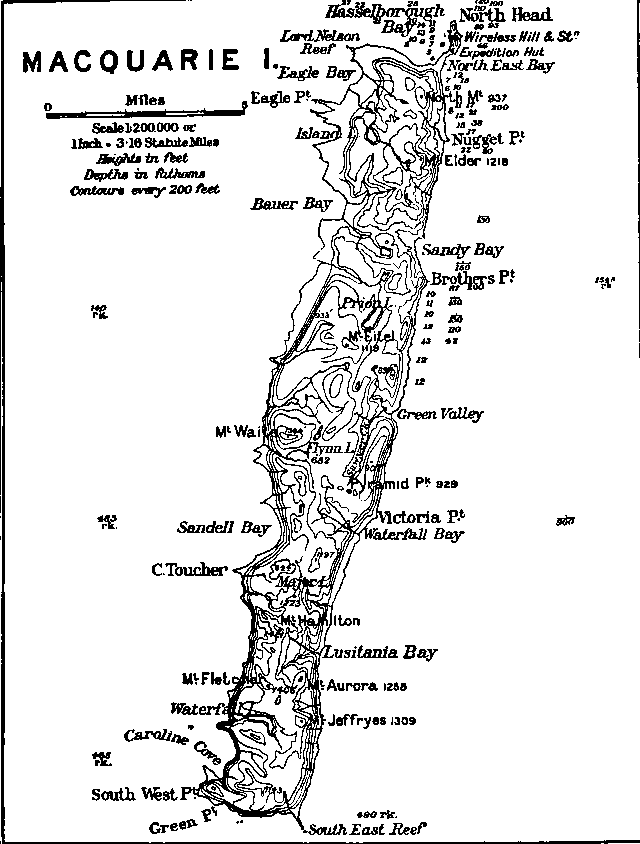
Mapa da ilha Macquarie
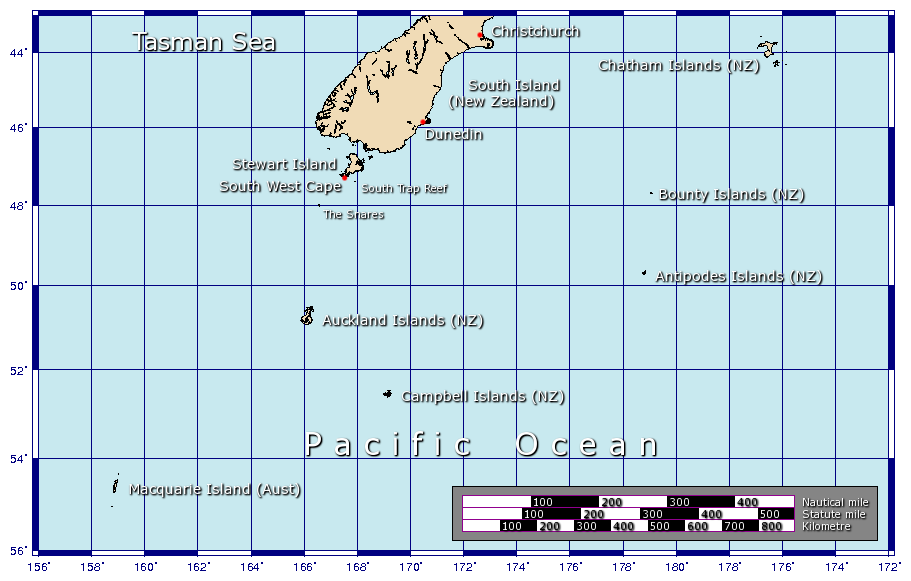
Localização da Ilha Mcquarie
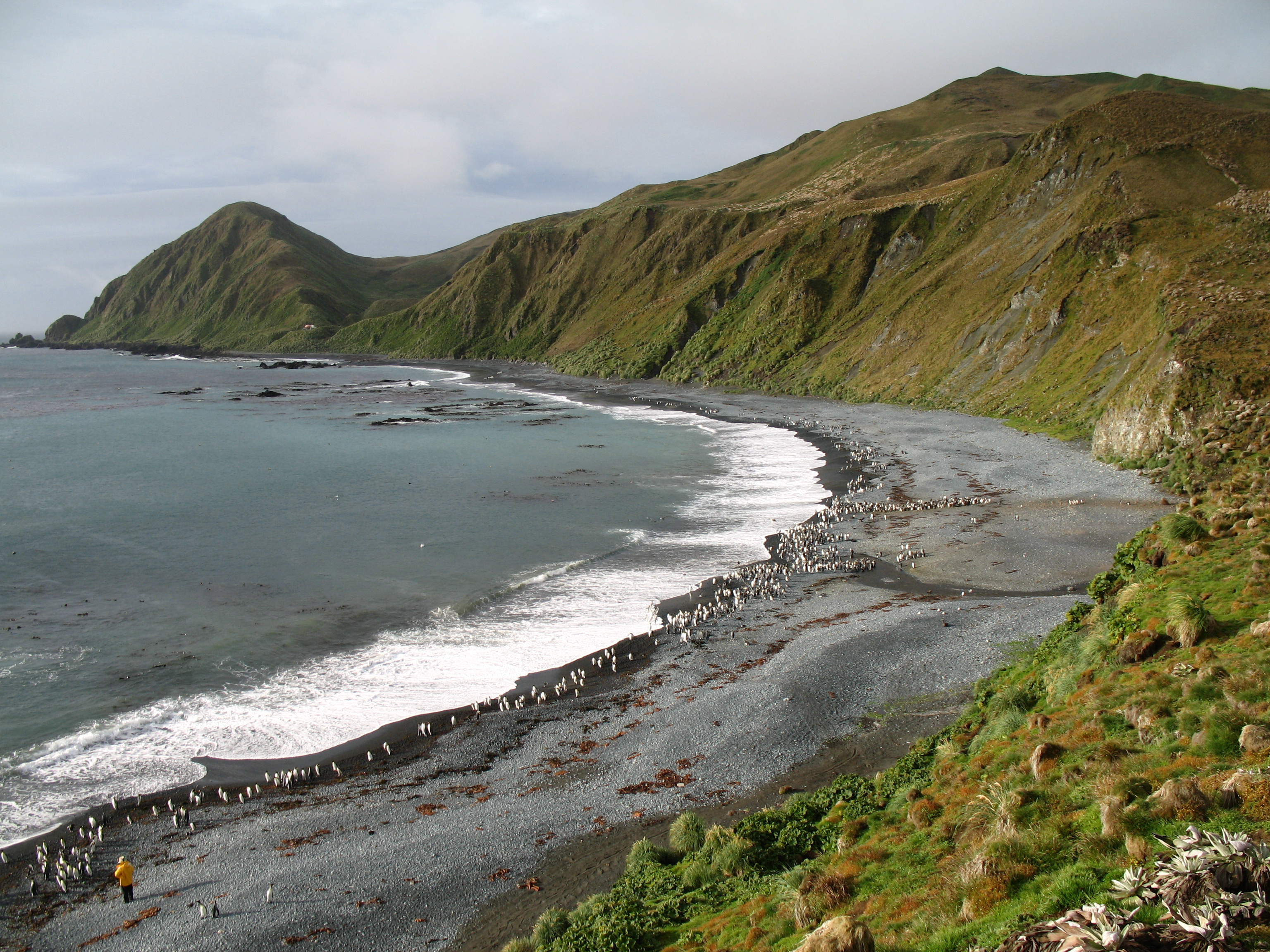
Praia na ilha Macquarie
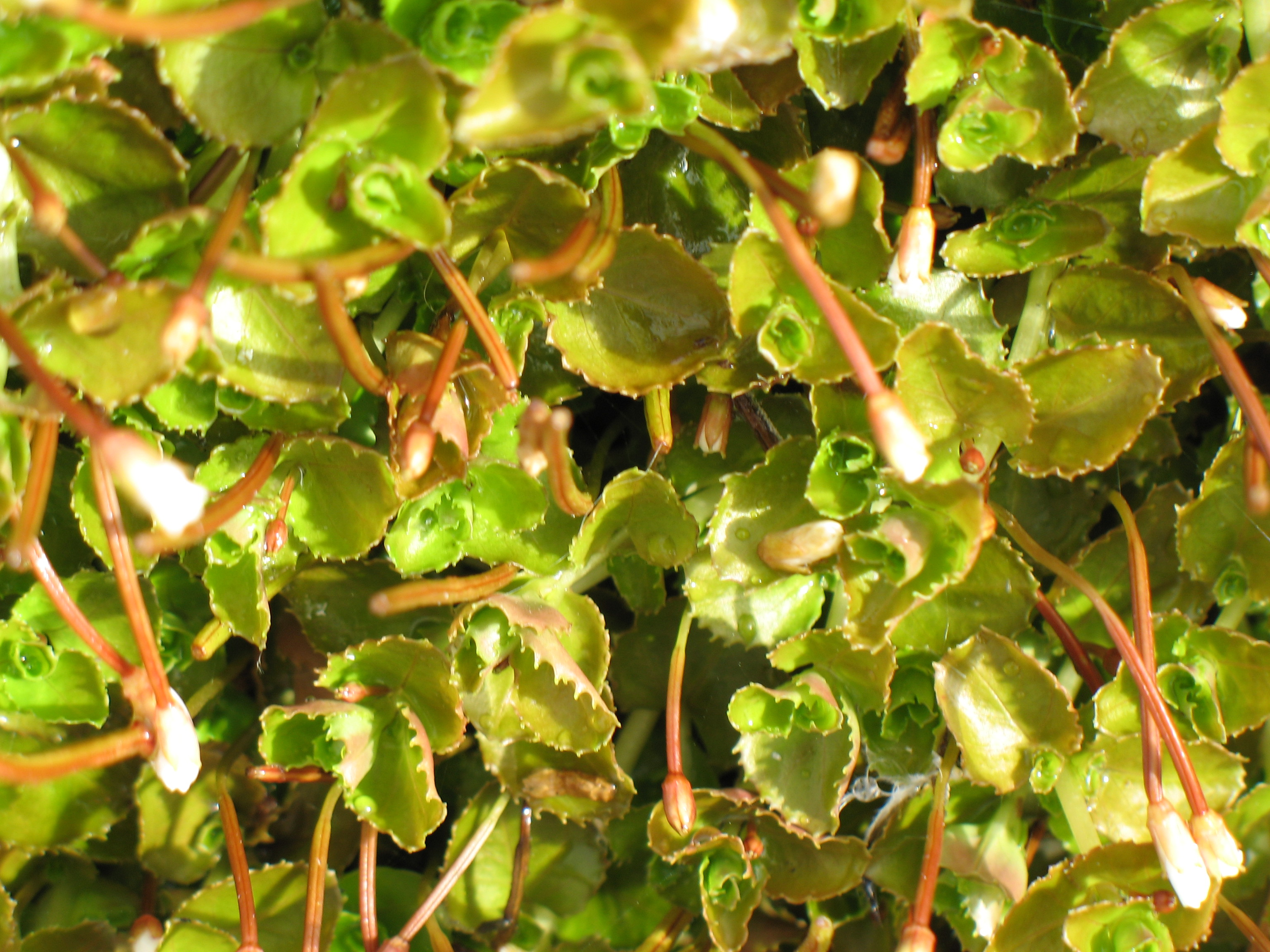
Epilobium pedunculare
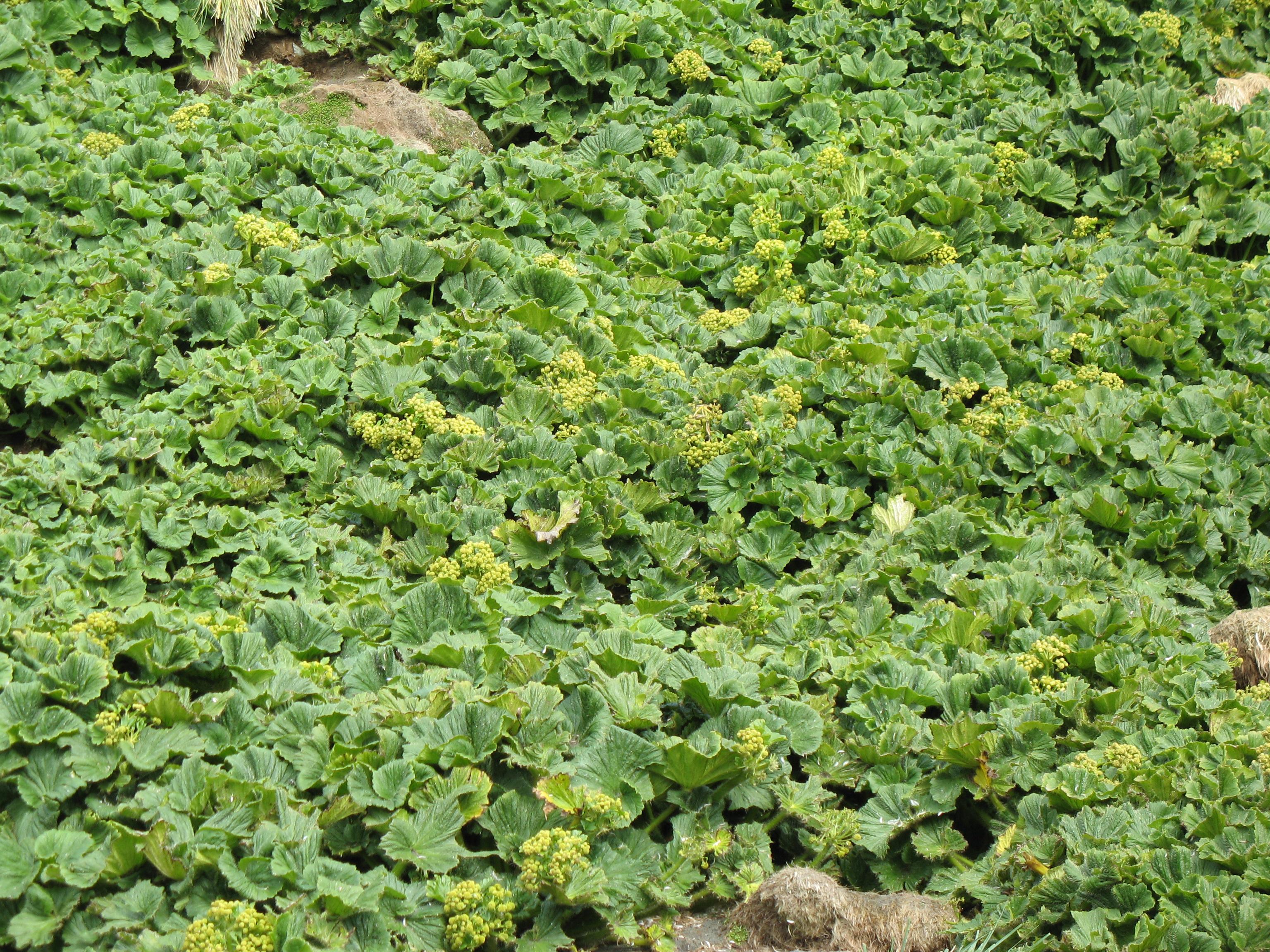
Stilbocarpa polaris
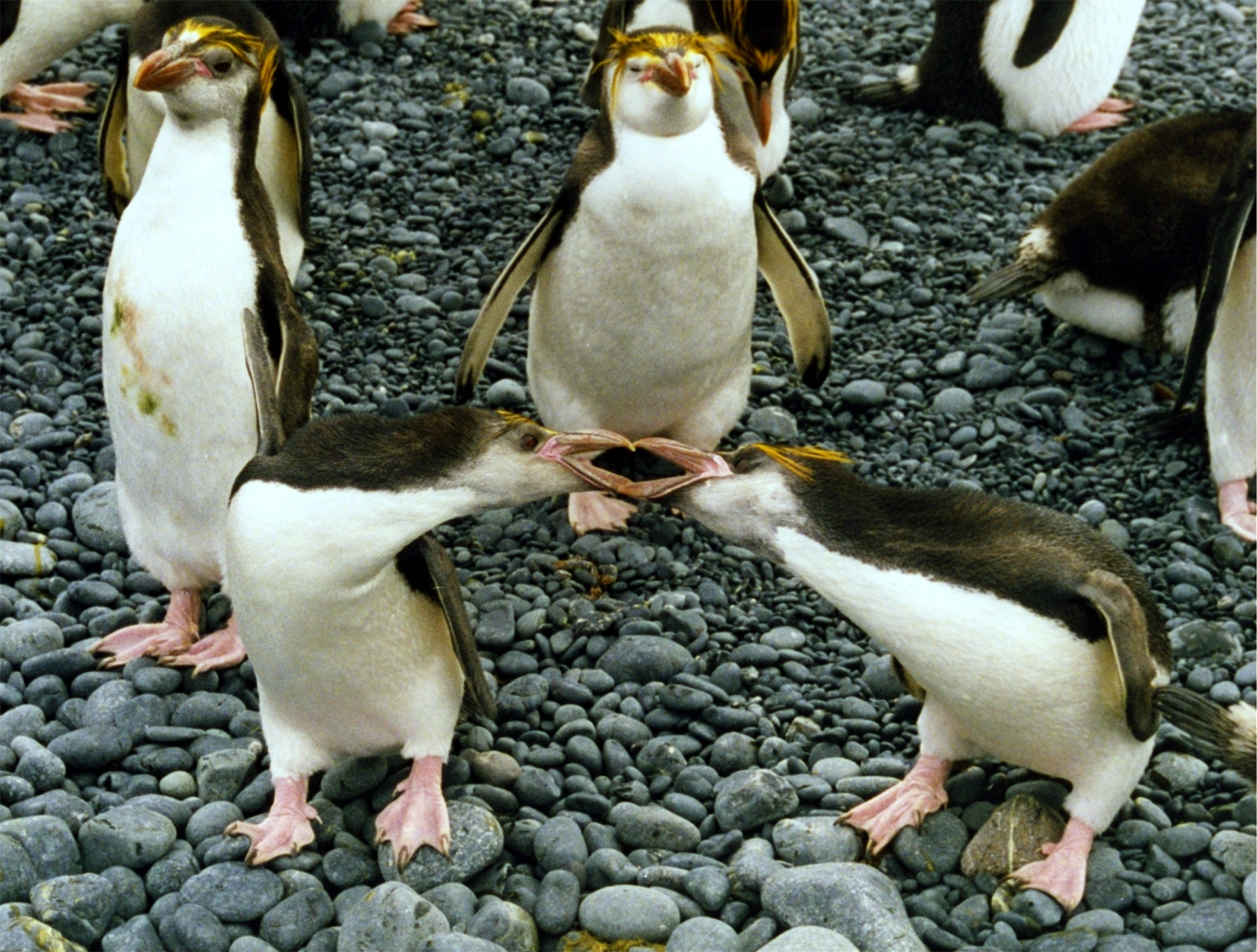
Pinguins-reais
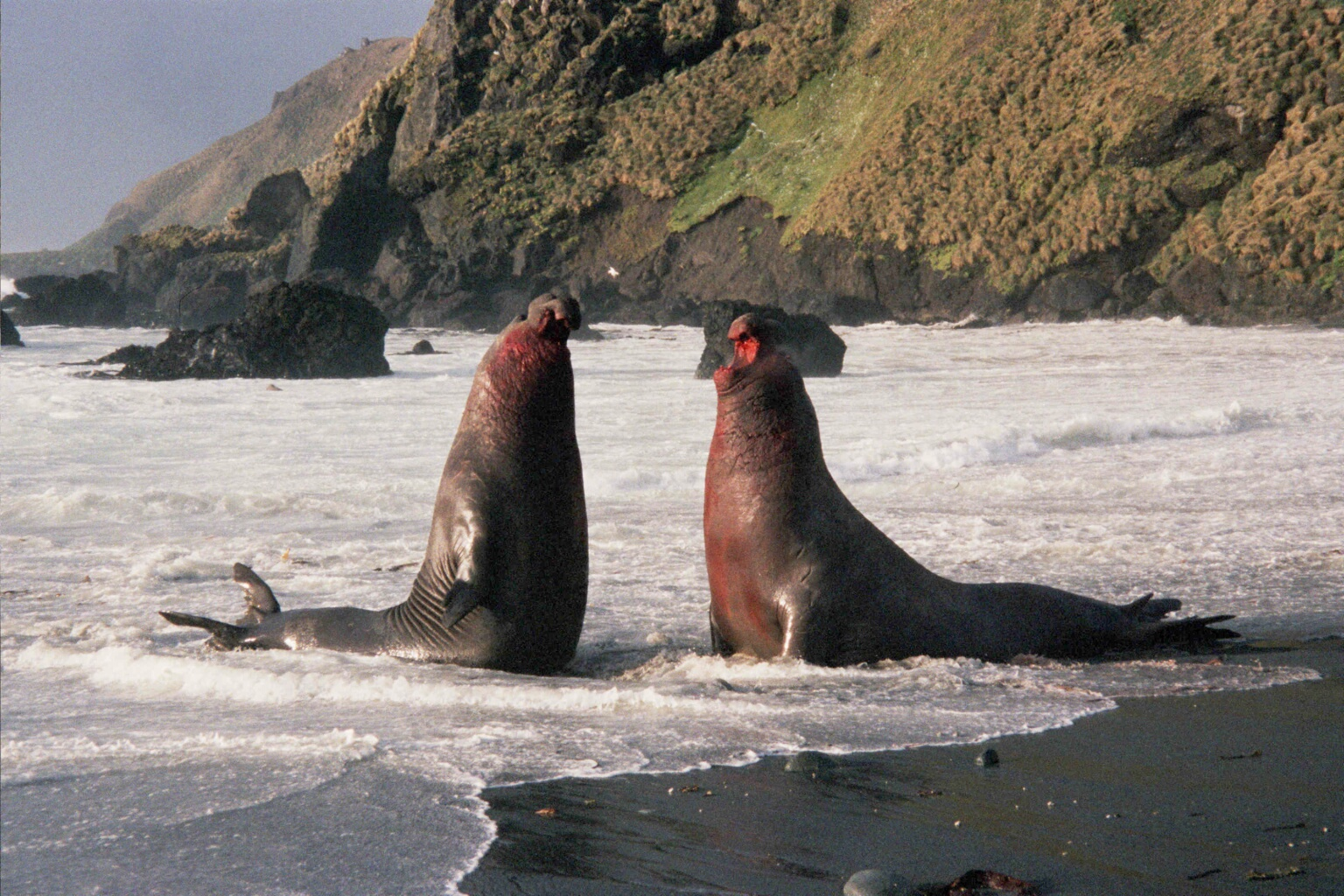
Elefantes-marinhos
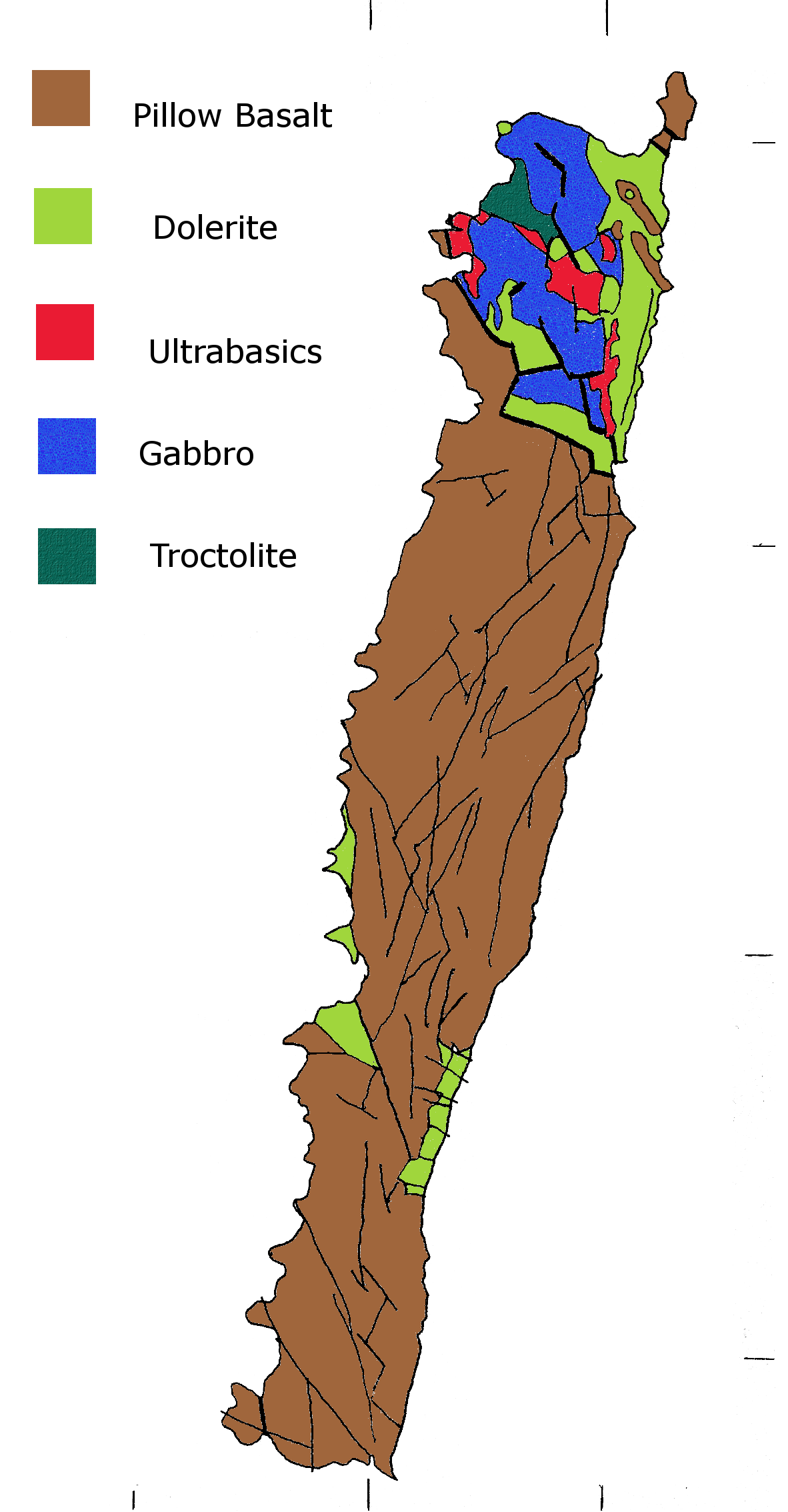
Mapa geológico simplificado da ilha
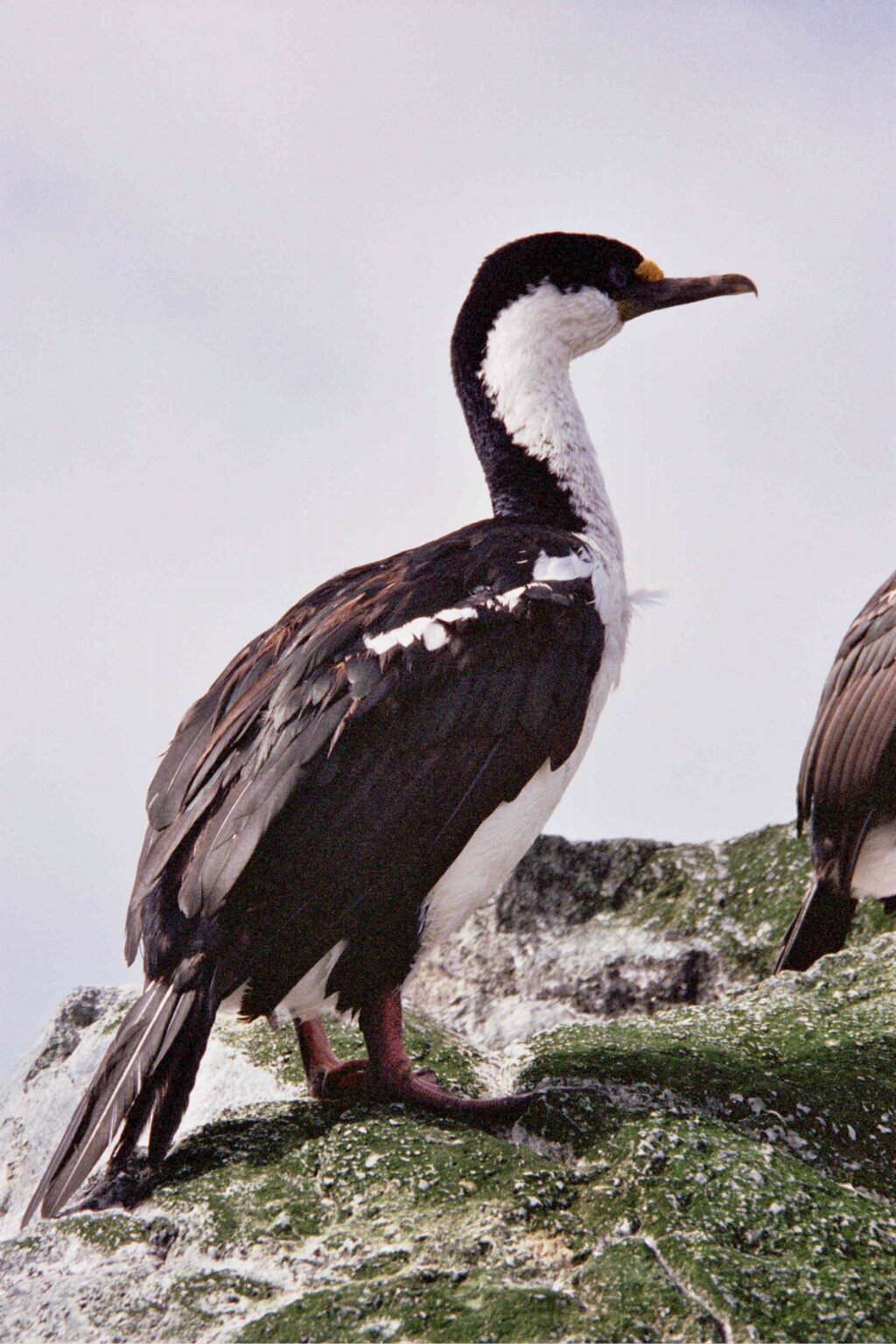
Um Cormorão da Ilha Macquarie (Leucocarbo purpurascens)
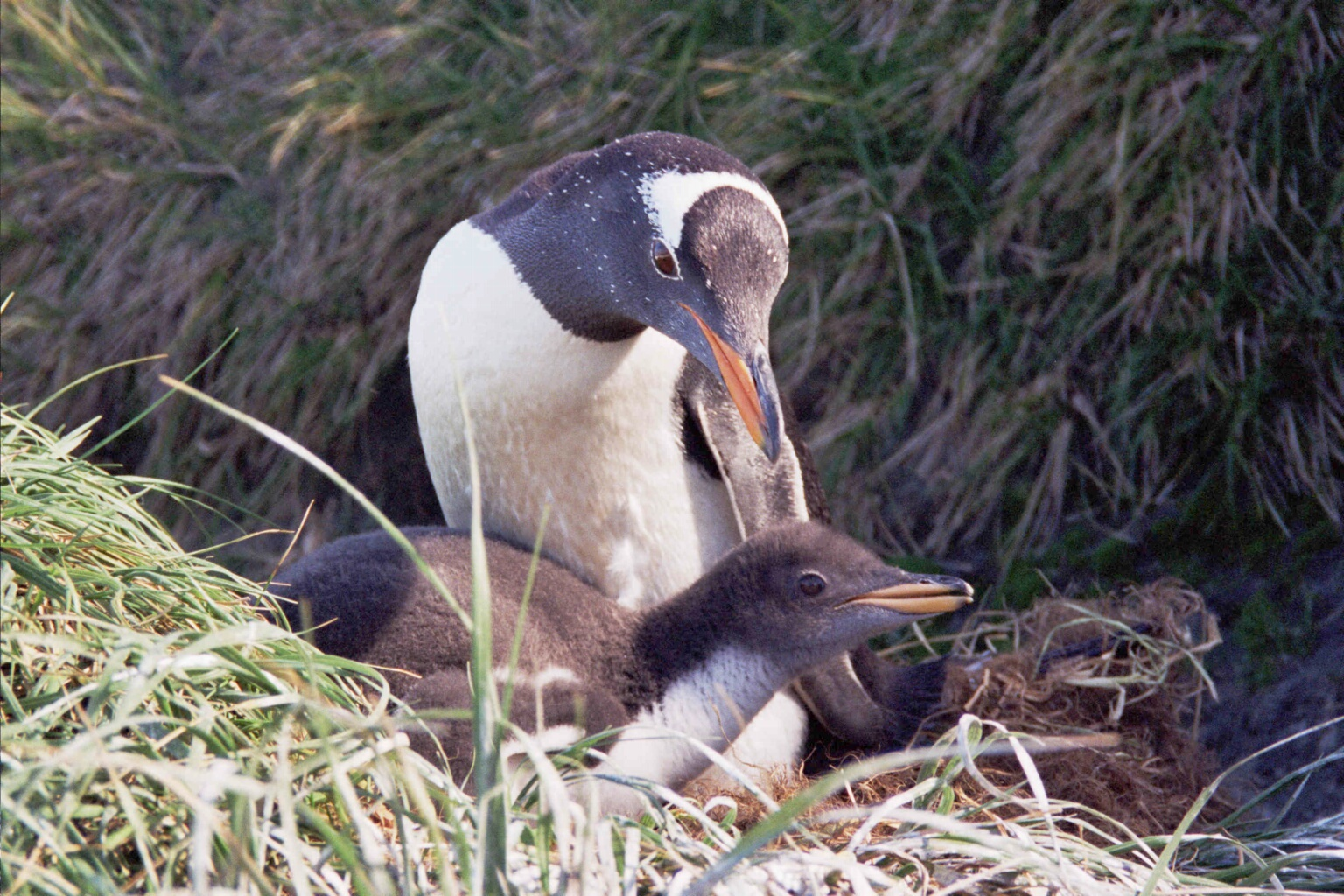
Pinguim-gentoo
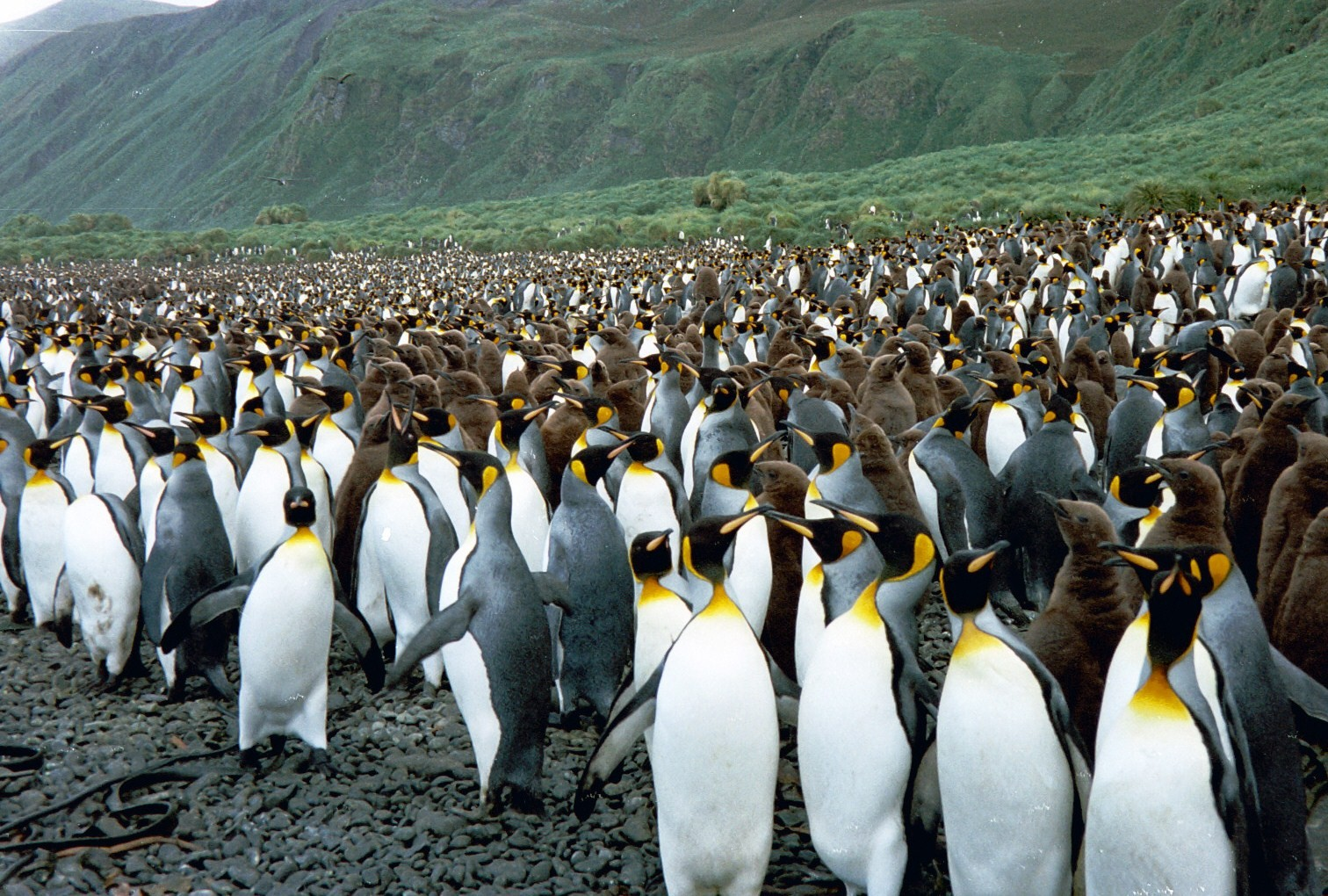
Pinguins-reis na "Lusitania Bay"
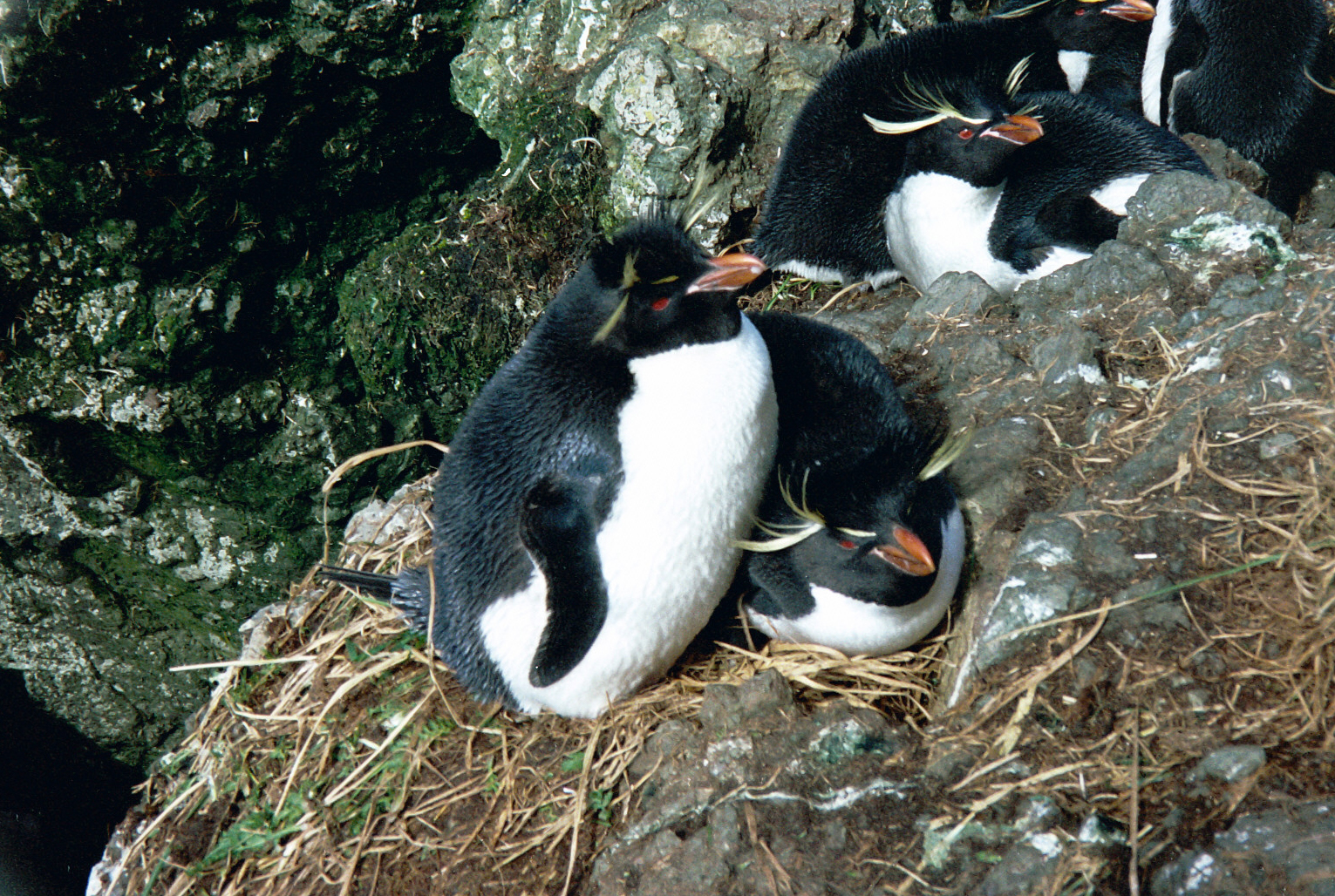
Pinguim-saltador-da-rocha
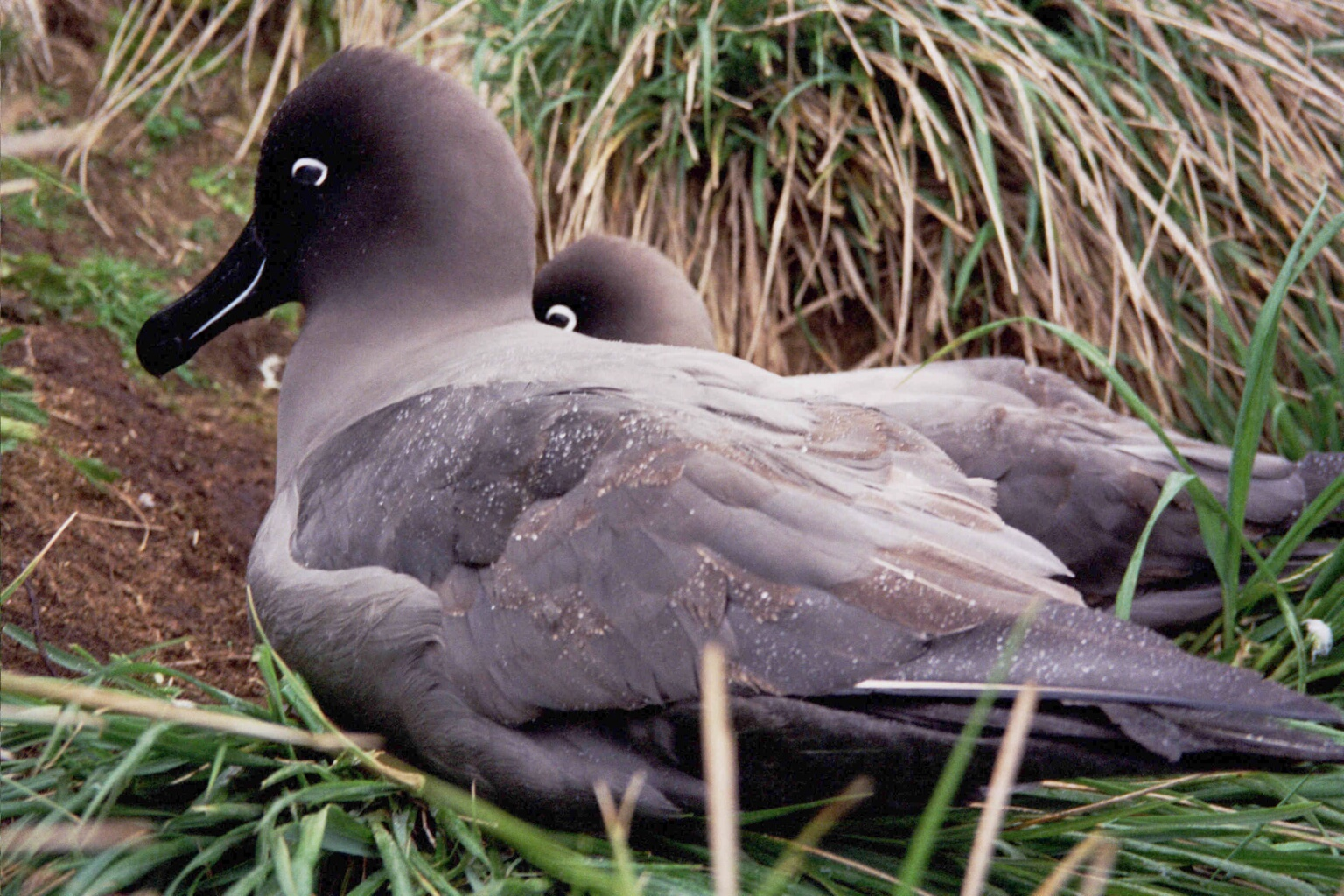
Albatroz-castanho
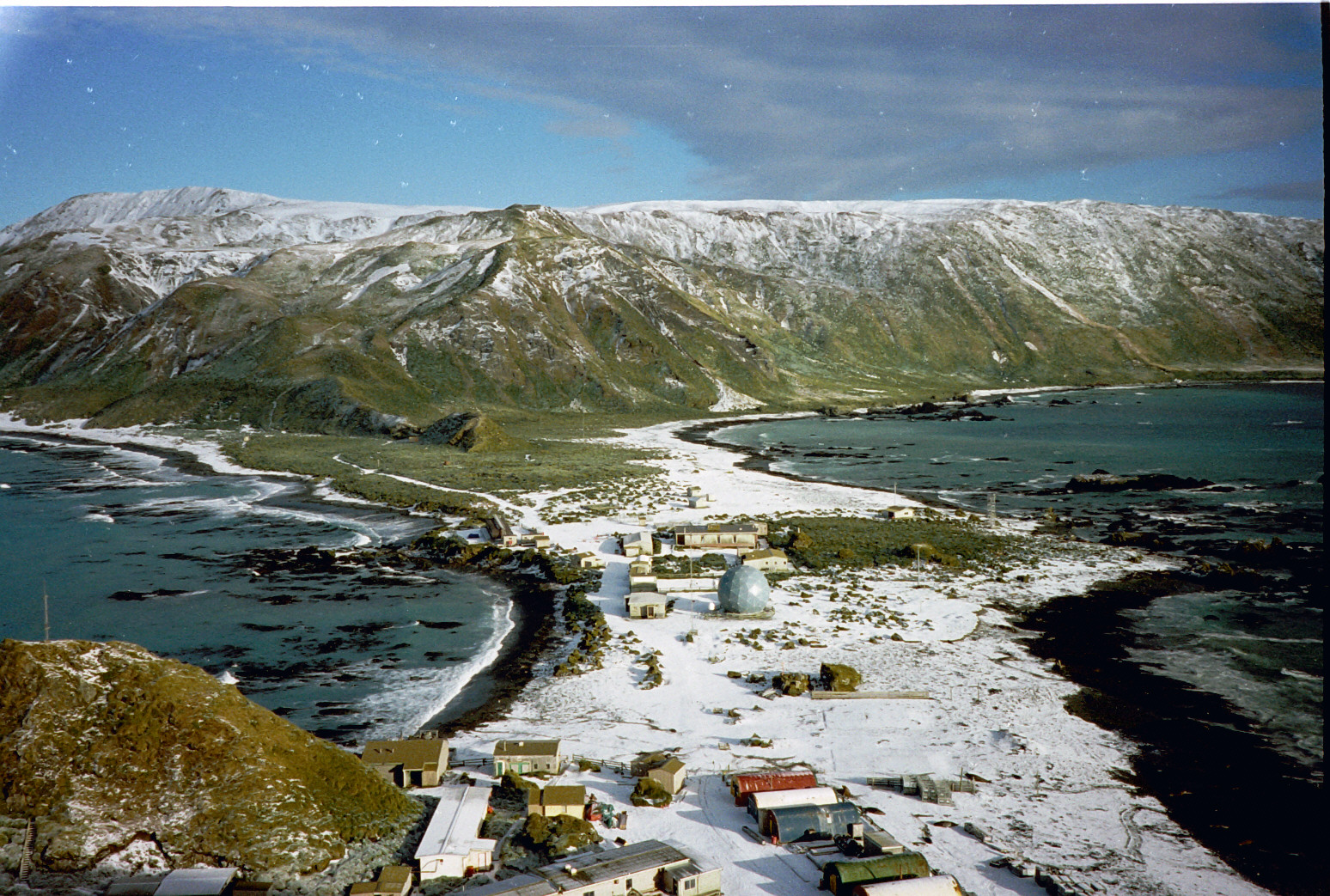
Estação da Ilha Macquarie
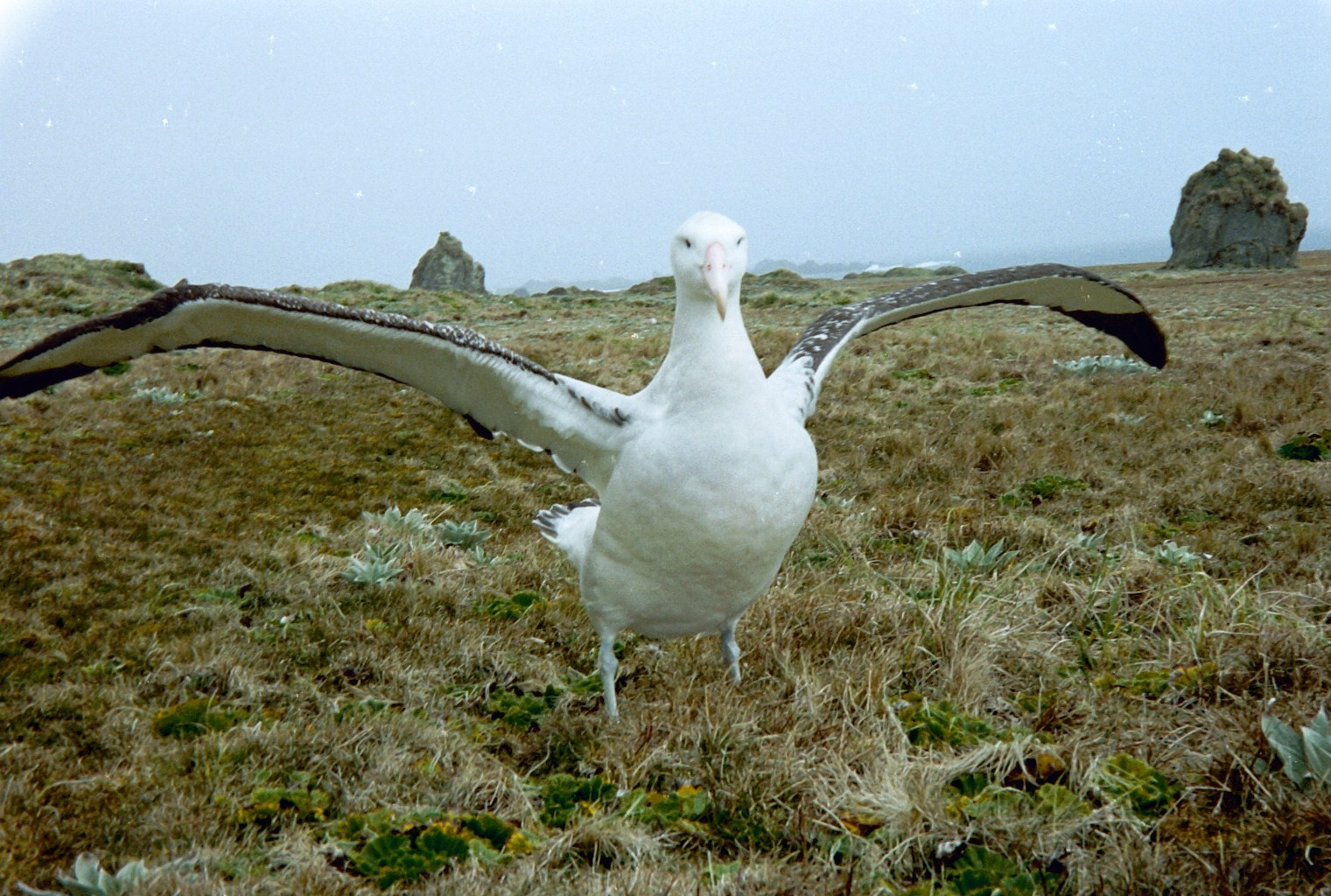
Albatroz-errante
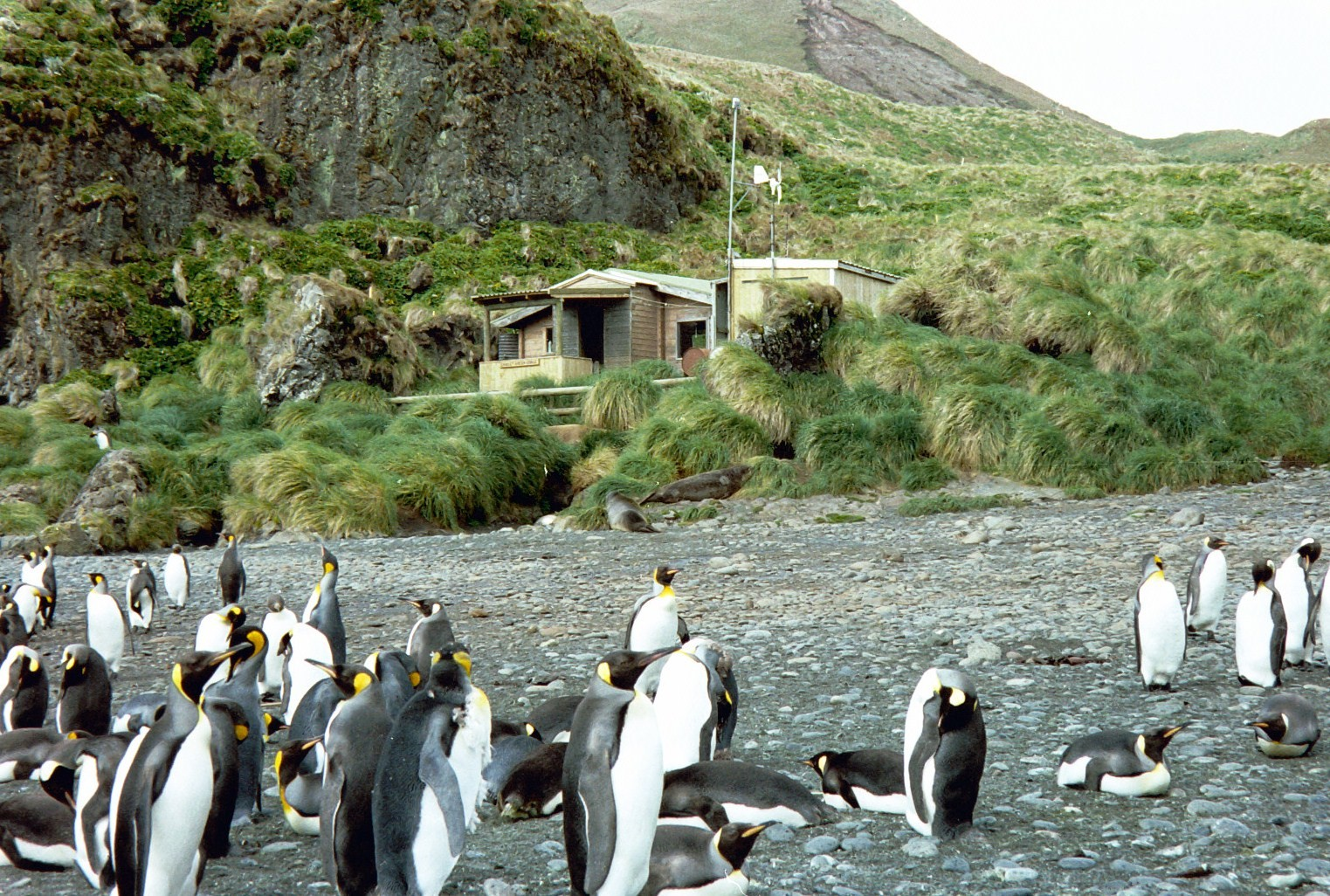
Cabana Green Gorge
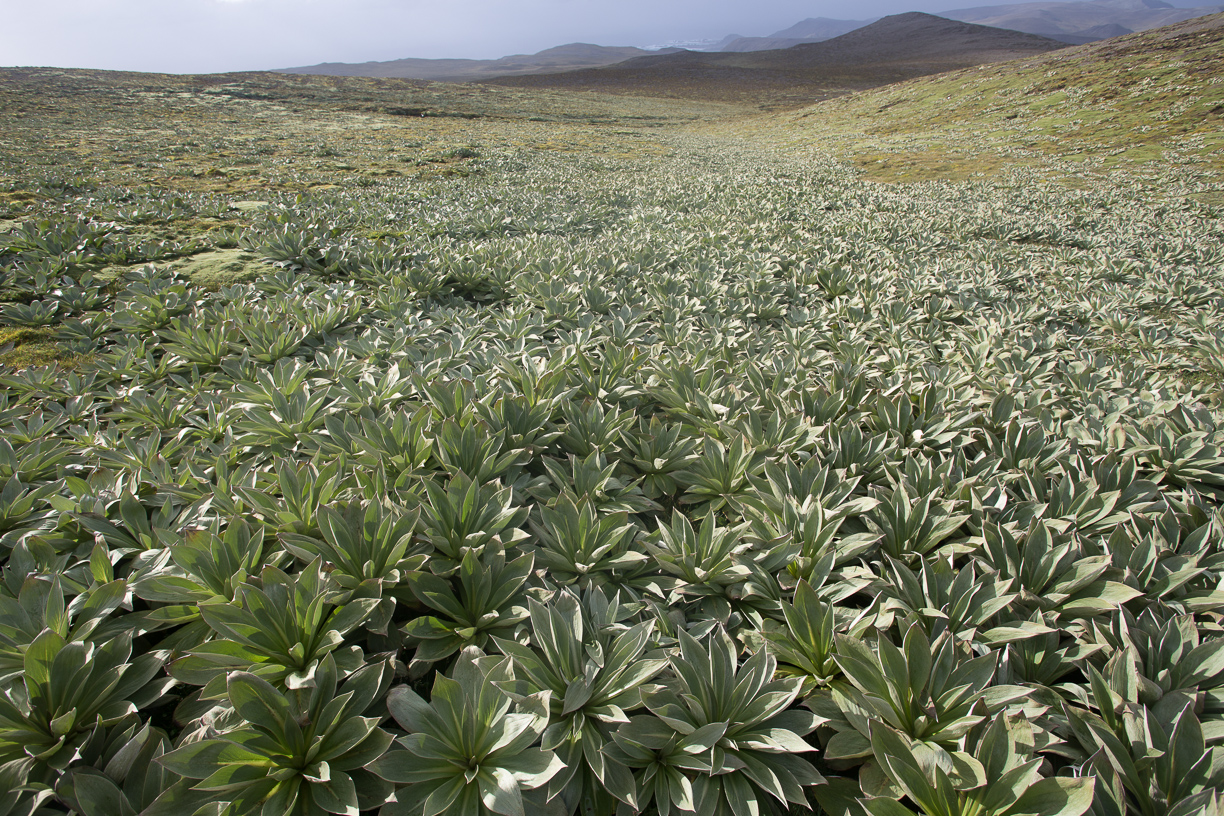
Campo dominado por Pleurophyllum hookeri

## Clima
| Dados climáticos para Macquarie Island, Australia | Dados climáticos para Macquarie Island, Australia | Dados climáticos para Macquarie Island, Australia | Dados climáticos para Macquarie Island, Australia | Dados climáticos para Macquarie Island, Australia | Dados climáticos para Macquarie Island, Australia | Dados climáticos para Macquarie Island, Australia | Dados climáticos para Macquarie Island, Australia | Dados climáticos para Macquarie Island, Australia | Dados climáticos para Macquarie Island, Australia | Dados climáticos para Macquarie Island, Australia | Dados climáticos para Macquarie Island, Australia | Dados climáticos para Macquarie Island, Australia | Dados climáticos para Macquarie Island, Australia |
| Mês                                               | Jan                                               | Fev                                               | Mar                                               | Abr                                               | Mai                                               | Jun                                               | Jul                                               | Ago                                               | Set                                               | Out                                               | Nov                                               | Dez                                               | Ano                                               |
| ------------------------------------------------- | ------------------------------------------------- | ------------------------------------------------- | ------------------------------------------------- | ------------------------------------------------- | ------------------------------------------------- | ------------------------------------------------- | ------------------------------------------------- | ------------------------------------------------- | ------------------------------------------------- | ------------------------------------------------- | ------------------------------------------------- | ------------------------------------------------- | ------------------------------------------------- |
| Recorde alta °C (°F)                              | 13.6 (56.5)                                       | 12.3 (54.1)                                       | 12.6 (54.7)                                       | 12.2 (54)                                         | 10.0 (50)                                         | 8.7 (47.7)                                        | 8.3 (46.9)                                        | 8.5 (47.3)                                        | 8.6 (47.5)                                        | 10.3 (50.5)                                       | 10.7 (51.3)                                       | 14.4 (57.9)                                       | 14.4 (57.9)                                       |
| Média alta °C (°F)                                | 8.8 (47.8)                                        | 8.7 (47.7)                                        | 8.0 (46.4)                                        | 7.0 (44.6)                                        | 5.9 (42.6)                                        | 5.0 (41)                                          | 4.9 (40.8)                                        | 5.1 (41.2)                                        | 5.4 (41.7)                                        | 5.8 (42.4)                                        | 6.5 (43.7)                                        | 7.9 (46.2)                                        | 6.6 (43.9)                                        |
| Média baixa °C (°F)                               | 5.3 (41.5)                                        | 5.3 (41.5)                                        | 4.7 (40.5)                                        | 3.7 (38.7)                                        | 2.5 (36.5)                                        | 1.5 (34.7)                                        | 1.6 (34.9)                                        | 1.6 (34.9)                                        | 1.5 (34.7)                                        | 2.0 (35.6)                                        | 2.7 (36.9)                                        | 4.3 (39.7)                                        | 3.1 (37.6)                                        |
| Recorde baixa °C (°F)                             | 0.6 (33.1)                                        | −0.6 (30.9)                                       | −2.3 (27.9)                                       | −4.5 (23.9)                                       | −6.8 (19.8)                                       | −7.0 (19.4)                                       | −9.4 (15.1)                                       | −8.9 (16)                                         | −8.7 (16.3)                                       | −4.6 (23.7)                                       | −3.9 (25)                                         | −1.7 (28.9)                                       | −9.4 (15.1)                                       |
| Média precipitação mm (pol.)                      | 86.7 (3.413)                                      | 85.0 (3.346)                                      | 99.7 (3.925)                                      | 93.4 (3.677)                                      | 84.0 (3.307)                                      | 76.6 (3.016)                                      | 73.4 (2.89)                                       | 74.6 (2.937)                                      | 74.6 (2.937)                                      | 77.9 (3.067)                                      | 72.3 (2.846)                                      | 78.5 (3.091)                                      | 976.9 (38.461)                                    |
| Média de dias de precipitação                     | 25.4                                              | 24.1                                              | 27.1                                              | 27.2                                              | 28.1                                              | 26.9                                              | 27.1                                              | 27.3                                              | 26.2                                              | 26.3                                              | 25.0                                              | 24.7                                              | 315.4                                             |
| Média umidade relativa (%)                        | 84                                                | 85                                                | 86                                                | 87                                                | 87                                                | 87                                                | 88                                                | 87                                                | 85                                                | 83                                                | 83                                                | 83                                                | 85                                                |
| Média mensal horas de sol                         | 114.7                                             | 104.5                                             | 86.8                                              | 54.0                                              | 31.0                                              | 18.0                                              | 24.8                                              | 43.4                                              | 69.0                                              | 99.2                                              | 108.0                                             | 108.5                                             | 861.9                                             |
| Fonte: Australian Bureau of Meteorology           |                                                   |                                                   |                                                   |                                                   |                                                   |                                                   |                                                   |                                                   |                                                   |                                                   |                                                   |                                                   |                                                   |